# Basse-Kotto
Basse-Kotto là một tỉnh của Cộng hoà Trung Phi. Thủ phủ là Mobaye.
Tỉnh này nằm ở phía nam của quốc gia này, ở phía tây bắc và phía tây tỉnh Ouaka và tây bắc tỉnh Haute-Kotto, phía nam tỉnh Équateur của CHDC Congo, phía tây của tỉnh Mbomou.